# Resolutie 1091 Veiligheidsraad Verenigde Naties
Resolutie 1091 van de Veiligheidsraad van de Verenigde Naties werd op 13 december 1996 zonder
stemming aangenomen door de VN-Veiligheidsraad. Hiermee nam de raad afscheid van Boutros Boutros-Ghali secretaris-generaal van de Verenigde Naties.

## Achtergrond
Boutros Boutros-Ghali was een Egyptisch politicus die onder meer Minister van Buitenlandse Zaken en VN-vertegenwoordiger van zijn land was.
In 1992 volgde hij Javier Pérez de Cuéllar op als secretaris-generaal van de Verenigde Naties nadat die zijn tweede ambtstermijn had voltooid.
In 1997 werd hij zelf opgevolgd door Kofi Annan nadat zijn kandidatuur voor een tweede ambtstermijn door de Verenigde Staten werd afgeblokt. Daardoor is Boutros Boutros-Ghali de enige secretaris-generaal die slechts één ambtstermijn bekleedde.

## Inhoud
De Veiligheidsraad:
- Erkent de centrale rol die Boutros Boutros-Ghali speelde als hoofd van de organisatie.
- Erkent ook zijn inspanningen op conflicten in de wereld op te lossen.
- Looft de door hem begonnen hervormingen en voorstellen om de VN te versterken.

1. Erkent Boutros Boutros-Ghali's bijdrage aan de internationale vrede, veiligheid en ontwikkeling, zijn inspanningen om economische, sociale en culturele problemen op te lossen en tegemoet te komen aan humanitaire noden met respect voor de mensenrechten en fundamentele vrijheden voor eenieder.
2. Waardeert Boutros Boutros-Ghali's toewijding aan de doelen en principes van het Handvest van de Verenigde Naties en om vriendschappelijke relaties te ontwikkelen onder alle naties.

## Verwante resoluties
- Resolutie 720 Veiligheidsraad Verenigde Naties (1991)
- Resolutie 1090 Veiligheidsraad Verenigde Naties
- Resolutie 1358 Veiligheidsraad Verenigde Naties (2001)
- Resolutie 1715 Veiligheidsraad Verenigde Naties (2006)

Lijst ·  1036 ·  1037 ·  1038 ·  1039 ·  1040 ·  1041 ·  1042 ·  1043 ·  1044 ·  1045 ·  1046 ·  1047 ·  1048 ·  1049 ·  1050 ·  1051 ·  1052 ·  1053 ·  1054 ·  1055 ·  1056 ·  1057 ·  1058 ·  1059 ·  1060 ·  1061 ·  1062 ·  1063 ·  1064 ·  1065 ·  1066 ·  1067 ·  1068 ·  1069 ·  1070 ·  1071 ·  1072 ·  1073 ·  1074 ·  1075 ·  1076 ·  1077 ·  1078 ·  1079 ·  1080 ·  1081 ·  1082 ·  1083 ·  1084 ·  1085 ·  1086 ·  1087 ·  1088 ·  1089 ·  1090 ·  1091 ·  1092